# Глен Дејл (Западна Вирџинија)
Глен Дејл (енгл. Glen Dale) град је у америчкој савезној држави Западна Вирџинија.

## Демографија
По попису из 2010. године број становника је 1.526, што је 26 (-1,7%) становника мање него 2000. године.
| Група             | 2000.         | 2010.         |
| Белци             | 1.526 (98,3%) | 1.479 (96,9%) |
| Афроамериканци    | 1 (0,1%)      | 2 (0,1%)      |
| Азијати           | 5 (0,3%)      | 6 (0,4%)      |
| Хиспаноамериканци | 9 (0,6%)      | 15 (1,0%)     |
| Укупно            | 1.552         | 1.526         |